# بيدرو بوربون
بيدرو بوربون (بالإنجليزية: Pedro Borbón)‏ هو لاعب كرة قاعدة دومينيكاوي، ولد في 2 ديسمبر 1946 في ماو في جمهورية الدومينيكان، وتوفي في 4 يونيو 2012 في فار في الولايات المتحدة بسبب سرطان.

## وصلات خارجية
- بيدرو بوربون على موقع دوري كرة القاعدة الرئيسي (الإنجليزية)
- بيدرو بوربون على موقعبيزبول رفرنس.كوم (الدوري الرئيسي) (الإنجليزية)
- بيدرو بوربون على موقعبيزبول رفرنس.كوم (الدوري الثانوي) (الإنجليزية)
- بيدرو بوربون على موقع إي إس بي إن.كوم (أم.أل.بي) (الإنجليزية)
- بيدرو بوربون على موقع مشجعي الرسوم البيانية (الإنجليزية)